# Acantholimon latifolium
Acantholimon latifolium är en triftväxtart som beskrevs av Pierre Edmond Boissier. Acantholimon latifolium ingår i släktet Acantholimon och familjen triftväxter. Inga underarter finns listade i Catalogue of Life.